# Битва при Эрикуре
Битва при Эрикуре — первое крупное сражение Бургундских войн. Произошло 13 ноября 1474 года около города Эрикур (фр.Hericourt) между объединёнными швейцарскими, эльзаскими и австрийскими войсками и армией бургундского герцога Карла Смелого. Закончилось победой союзников.
Осенью 1474 года восемнадцатитысячная армия швейцарцев, эльзасцев и австрийцев осадила Эрикур. Карл Смелый поспешил на выручку осаждённым с армией, уступавшей противнику в численности почти в два раза.
Исход битвы решила швейцарская пехота, атака которой обратила в бегство пехоту бургундскую. Кавалерия Карла отступила, не вступая в бой. Гарнизон Эрикура сдался победителям.
Потери бургундцев составили около 600 человек, а союзников — около 70. В плен к эльзасцам попали 18 наёмников — ломбардцев. Их обвинили в осквернении церквей и других преступлениях, совершённых при вторжении Карла Смелого в Эльзас. Наёмники были подвергнуты пыткам и сожжены на костре. С этого эпизода начались расправы над пленными, которыми занимались все стороны конфликта, что привело к резкому ужесточению войны.